# Ourapteryx variolaria
Ourapteryx variolaria är en fjärilsart som beskrevs av Inoue 1985. Ourapteryx variolaria ingår i släktet Ourapteryx och familjen mätare. Inga underarter finns listade i Catalogue of Life.

## Bildgalleri

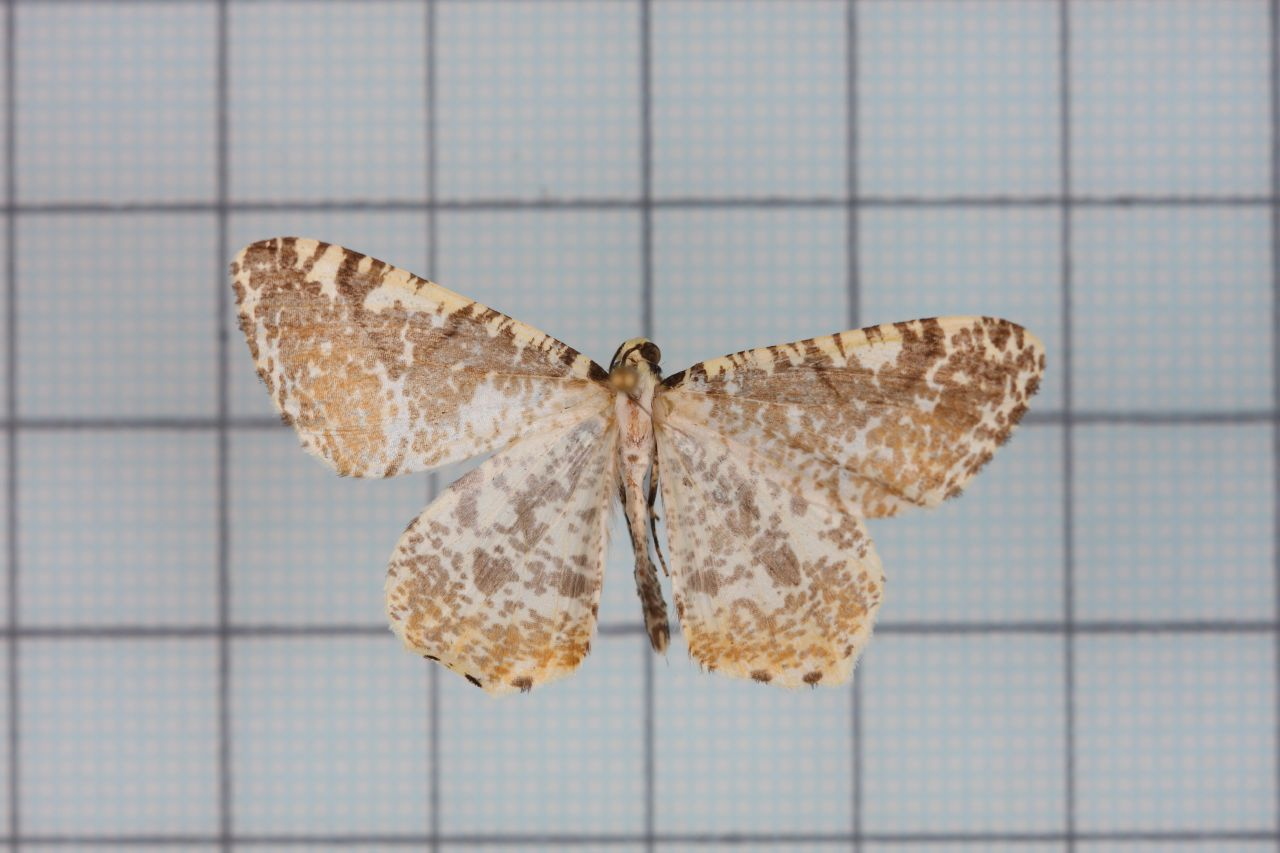
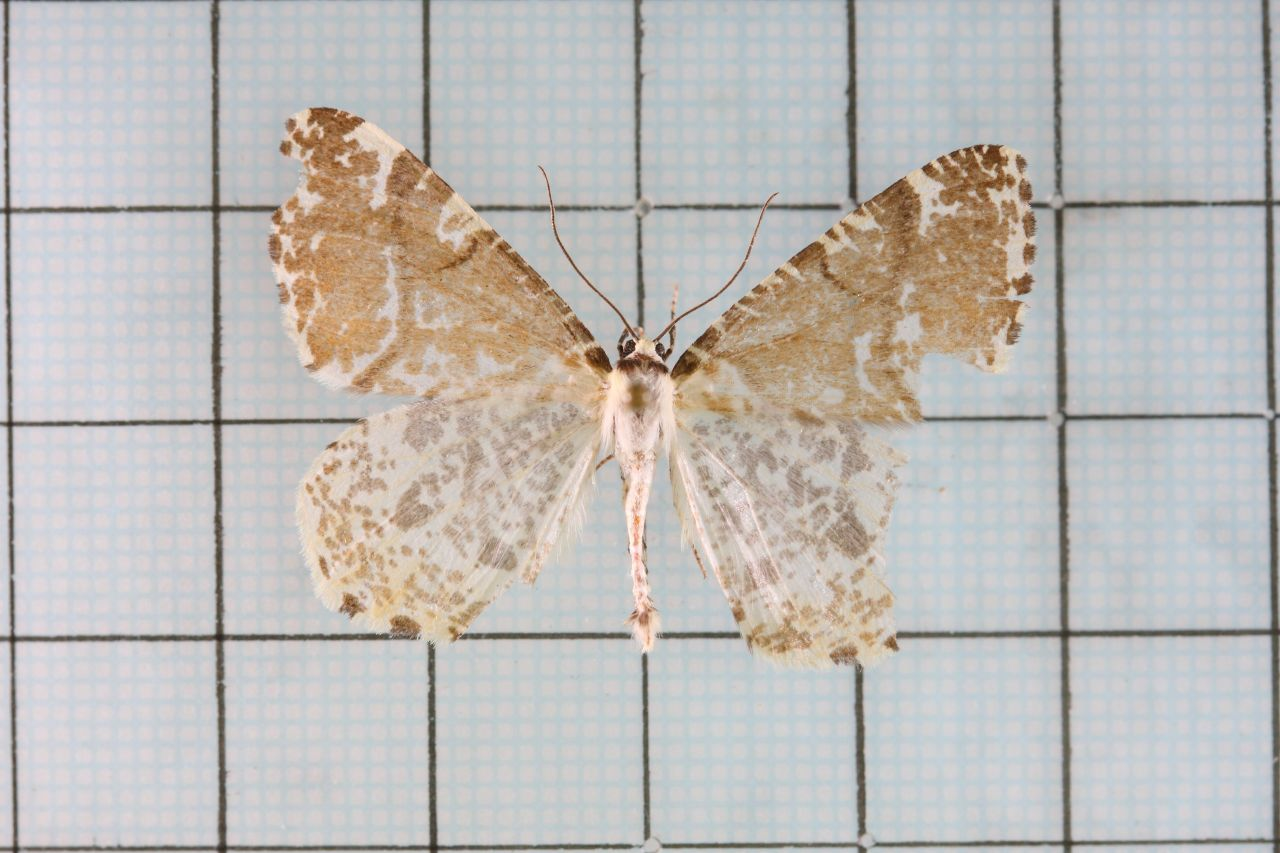